# Драка во время игры «Детройт Пистонс» — «Индиана Пэйсерс»
Драка во время игры «Пи́стонс» — «Пэ́йсерс» (известная также как Malice at the Palace) — инцидент, который произошёл 19 ноября 2004 года на арене «Пэлас оф Оберн-Хиллс» (Детройт, штат Мичиган, США) во время игры между баскетбольными клубами «Детройт Пистонс» и «Индиана Пэйсерс».
Когда до конца встречи оставалось менее минуты, между игроками двух команд на игровой площадке началась драка. В тот момент, когда потасовка уже почти прекратилась, один из зрителей бросил стакан с колой в игрока «Индиана Пэйсерс» Рона Артеста, после чего началось побоище между игроками и болельщиками.
После драки девять игроков были отстранены от игр без оплаты на общее количество более 146 игр, из-за чего баскетболисты в сумме потеряли более 11 млн долларов в зарплате. Пять игроков были обвинены в нападении, осуждены на год условно и приговорены к общественным работам. Против пяти болельщиков также были возбуждены уголовные дела и им было пожизненно запрещено посещать домашние игры «Пистонс». Сама драка положила начало многочисленным дискуссиям о безопасности на аренах и об ограничении употребления алкоголя во время игр.

## Предыстория
Поединок 19 ноября стал первой встречей двух команд после финала Восточной конференции в предыдущем сезоне, когда «Пистонс» победили оппонентов в шести играх на пути к чемпионским титулам. В рамках прошлогоднего регулярного чемпионата команды встречались 4 раза, в 3 из которых победу одерживала команда из Индианы. «Пэйсерс» к этой игре подошли с результатом в 6 побед и 2 поражения в сезоне, причём в последних двух играх команда выходила победителем и собиралась продолжить свою выигрышную серию. Действующие чемпионы НБА «Пистонс» начали свой сезон с результатом 4-3, из которых три победы команда одержала в домашних матчах. Показ игры проходил на общенациональном канале ESPN, а также на местных телеканалах команд Fox Sports Midwest и Fox Sports Detroit. Вживую игру пришло посмотреть 22 076 человек.
«Пэйсерс» с самого начала игры захватили инициативу и повели в счёте, выиграв первую четверть, а затем и первую половину игры, опережая на 16 очков команду из Детройта. Третья четверть началась с результатом 9-2 в пользу «Пистонс», однако к концу четверти благодаря точному трёхочковому и броску на последних секундах Джамала Тинсли счёт в четверти стал 21-23 в пользу Детройта (общий счёт 80-66). В начале четвёртой четверти благодаря двум точным трёхочковым броскам «Пистонс» сократили отставание до 5 очков, но «Пэйсерс» ответили двумя подряд забитыми трёхочковыми бросками и слэм-данком О’Нила. К концу игры несмотря на большой разрыв в счёте большинство ключевых игроков оставались на площадке.
Самым результативным игроком матча стал Рон Артест, который набрал 24 очка, 17 из которых в первой четверти. Джермейн О’Нил заработал дабл-дабл, набрав 20 очков и сделав 13 подборов, а Тинсли набрал 13 очков и установил рекорд в карьере по количеству перехватов (8). У «Пистонс» самым результативным игроком стал Ричард Хэмильтон с 20 очками. Рашид Уоллес и Бен Уоллес сделали по дабл-даблу.

## События во время игры
Драка началась за 45,9 секунды до конца игры, когда Индиана вела в счёте 97-82. Нападающий «Пэйсерс» Рон Артест сфолил на центровом «Пистонс» Бене Уоллесе, когда тот выполнял слэм-данк. В ответ Уоллес грубо толкнул Артеста в грудь, что привело к физической конфронтации между несколькими игроками обеих команд. Во время препирательства Артест лёг на судейский стол, дразня Уоллеса и собираясь дать интервью журналистам. Через некоторое время Уоллес бросил в Артеста полотенцем, а спустя несколько секунд один из болельщиков, Джон Грин, бросил в него стакан из-под диетической колы.
Артест выбежал на трибуны и начал избивать болельщика, который, как он думал, кинул в него стаканом. Его товарищ по команде Стивен Джексон также последовал за ним, и в итоге завязалась драка, в которой участвовали игроки обеих команд и болельщики. Вернувшись на площадку, Артест ударил ещё двух болельщиков, Элвина «Эй Джей» Шэклфорда и Чарли Хаддада, которые вышли на игровую площадку и начали оскорблять баскетболиста. Джермейн О’Нил также вмешался в эту потасовку, ударив Хададда в лицо. Хотя охранники пытались установить порядок, ситуация на площадке вышла из-под контроля.
Игру официально остановили, и «Пэйсерс» были названы победителями. Когда игроки «Пэйсерс» покидали площадку, болельщики закидали их напитками и мусором. В результате драки девять болельщиков получили ранения, двое из них были доставлены в больницу. Из игроков никто серьёзно не пострадал. После окончания поединка полиция ещё три часа опрашивала свидетелей и собирала видеоматериалы у журналистов.

## Наказания

### Отстранения
20 ноября 2004 года НБА отстранила Артеста, Джексона, О’Нила и Уоллеса на неопределённое время до официального решения по этому случаю. Комиссар НБА Дэвид Стерн заявил, что прошедшие события были «шокирующими, отталкивающими и непростительными». На следующий день НБА объявила, что 9 игроков будут отстранены в общей сложности на 146 игр: 137 матчей пропустят игроки «Пэйсерс» и 9 — «Пистонс». Дэвид Харрисон также был замечен в драке с болельщиками, однако НБА заявила, что он не будет отстранён, так как «инцидент произошёл, когда игроки пытались покинуть игровую площадку». Из-за отстранения игроки потеряли более 11 млн долларов в зарплате, 5 из которых пришлось на Артеста. Артест также подвергся самой продолжительной дисквалификации — до конца сезона 2004/05, таким образом, он пропустил 86 игр: 73 в регулярном чемпионате и 13 в плей-офф, что стало самым продолжительным отстранением от игр в истории НБА. В предыдущем сезоне Артест уже отстранялся дважды руководством НБА: один раз за то, что покинул скамейку запасных во время игры плей-офф против «Бостон Селтикс», а второй раз — за удар локтями Дерека Андерсона. В сезоне 2002/03 он отстранялся 5 раз руководством НБА и один раз «Пэйсерс» в общей сложности на 12 игр.
Через неделю после решения НБА профсоюз игроков заявил, что Стерн «превысил свои полномочия», и подал апелляцию на отстранения Артеста, Джексона и О’Нила. Арбитражный суд утвердил решение НБА кроме случая с О’Нилом, отстранение которого было уменьшено до 15 игр. НБА обжаловала это решение в федеральном суде, и 24 декабря судья приостановил отстранение, разрешив О’Нилу играть до окончательного решения по обжалованию. О’Нил сыграл ещё 2 игры до того, как его дело было рассмотрено в окружном суде США в Бруклине (Нью-Йорк) 30 декабря. В суде НБА настаивала, что согласно коллективному трудовому договору (КТГ) комиссар НБА Дэвид Стерн имеет право отстранять игроков и рассматривать апелляции по всем происшествиям на игровой площадке. Но судья заявил, что происшествие с О’Нилом произошло за пределами игровой площадки и согласно КТГ дело попадает под юрисдикцию арбитражного суда, который имел право уменьшить отстранение.

### Уголовные наказания
30 ноября, через 11 дней после драки, Джону Грину и Чарли Хаддаду было пожизненно запрещено посещать мероприятия, проводимые в местах, принадлежащих Palace Sports and Entertainment (владельцам «Пистонс»), а их сезонные абонементы были аннулированы. До этого у Грина уже было несколько приводов за подделку денег, ношение оружия, нападение и три раза за вождение в нетрезвом состоянии, во время драки он был на испытательном сроке.
8 декабря 2004 года пяти игрокам Индианы и пяти болельщикам (Джону Грину, Уилльяму Полсону, Джону Акерману, Брайанту Джексону и Дэвиду Уоллесу, брату Бена Уоллеса) были официально предъявлены обвинения в нападении и нанесении побоев. Джермейну О’Нилу и Джону Грину, который, по словам прокурора Дэвида Горцицы, инициировал драку, бросив в Артеста стакан, были предъявлены обвинения по двум пунктам. Артесту, Дэвиду Харрисону, Стивену Джексону и Энтони Джонсону были предъявлены обвинения по одному пункту. Три болельщика, включая Дэвида Уоллеса, были обвинены по одному пункту, двум фанатам (Чарли Хаддаду и Элвину Шеклфорду), которые вышли на игровую площадку во время драки, были предъявлены обвинения в незаконном проникновении. Брайант Джексон, у которого до этого уже были правонарушения, был обвинён в нападении за то, что бросил стул. Всем болельщикам, которые участвовали в драке, было запрещено посещение игр «Пистонс».
29 марта 2005 года Брайант Джексон заявил, что не будет оспаривать обвинение в нападении. 3 мая 2005 года он был приговорён к двум годам условно и его обязали выплатить 6000 долларов для возмещения убытков. Дэвид Уоллес также был признан виновным за то, что ударил игрока «Пэйсерс», Фреда Джоунса, сзади. Суд приговорил его к году условно и общественным работам.
Все пятеро игроков, которым были предъявлены обвинения, решили не оспаривать решение суда. 23 сентября 2005 года Артест, О’Нил и Джексон были приговорены к году условно, 60 часам исправительных работ, штрафу в размере 250 долларов и психологической консультации по управлению гневом. Спустя неделю Харрисону был вынесен такой же вердикт, а 7 октября Джонсон получил аналогичное наказание, отличавшееся длительностью общественных работ, которые составили 100 часов.
27 марта 2006 года присяжные признали Грина виновным в нападении и нанесении побоев Артесту на трибунах, но оправдали по пункту нападения (бросок стакана). 1 мая 2006 года Грин был приговорён к 30 суткам тюремного заключения в тюрьме и двум годам условно. 7 ноября «Пистонс» написали письмо Грину, в котором его информировали, что ему пожизненно запрещено посещать домашние игры «Пистонс» согласно решению НБА.
| Игрок | Фото | Команда | Отстранение от игр в НБА                                                         | Потеря в зарплате   |
| --- | ---- | ------- | -------------------------------------------------------------------------------- | ------------------- |
| Рон Артест* |      | Пэйсерс | До конца сезона (всего 86 игр: 73 игры регулярного чемпионата и 13 игр плей-офф) | $4 995 000          |
| Стивен Джексон* |      | Пэйсерс | 30 игр                                                                           | $1 700 000          |
| Джермейн О’Нил* |      | Пэйсерс | 15 игр (первоначально отстранён на 25, снижено до 15 после апелляции)            | $4 111 000          |
| Бен Уоллес |      | Пистонс | 6 игр                                                                            | $400 000            |
| Энтони Джонсон* |      | Пэйсерс | 5 игр                                                                            | $122 222            |
| Реджи Миллер |      | Пэйсерс | 1 игра                                                                           | $61 111             |
| Чонси Биллапс |      | Пистонс | 1 игра                                                                           | $60 611             |
| Деррик Колман |      | Пистонс | 1 игра                                                                           | $50 000             |
| Элден Кэмпбелл |      | Пистонс | 1 игра                                                                           | $48 888             |
| Дэвид Харрисон* |      | Пэйсерс | Не отстранён                                                                     | Без вычета зарплаты |
| * игроки, которые были привлечены к уголовной ответственности. Все они получили одинаковые наказания: - Консультации у психолога по управлению гневом |      |         |                                                                                  |                     |

## Последствия

### Реакция общественности
Несколько игроков и тренеров НБА сказали, что это была самая чудовищная драка, которую они когда-либо видели. После матча, в передаче NBA Shootaround, прошедшей на канале ESPN, студийные аналитики возложили вину на болельщиков «Пистонс»: Джон Сандерс назвал их «кучей придурков», Тим Леглер сказал, что «болельщики переступили черту», а Стивен А. Смит заявил, что «некоторые из них (болельщиков) должны быть арестованы». Эти высказывания впоследствии осудил вице-президент ESPN Марк Шапиро, заявив, что комментаторы были предвзяты. Следующим вторником Шапиро заявил с сожалением: «Жаль, что студия возложила всю ответственность за события, прошедшие в прошлую пятницу, исключительно на болельщиков. В этой культуре мгновенно формируемых мнений рефлекторно принять неверное решение очень легко». Хотя значительная часть критики в прессе была направлена на зрителей, во время голосования в программе «SportsNation» на канале ESPN всего 46 % респондентов возложили вину на болельщиков. Другие комментаторы обвиняли в случившемся Артеста и других игроков, считая, что игрок ни при каких обстоятельствах не должен выходить на трибуны.

### Введение новых правил в НБА
30 ноября 2004 года комиссар НБА Дэвид Стерн заявил: «настало время, чтобы навсегда установить, что командам можно делать, а что нет». Он также сказал, что новое правило безопасности на спортивных аренах НБА и руководство для болельщиков будет выпущено в начале января. В новых правилах будет запрещено не только бросание различных предметов в игроков, но будет введён запрет на некорректные высказывания. Правила безопасности будут также включать в себя ужесточение мер для предотвращения террористических актов.
17 февраля 2005 года НБА выпустила новую редакцию правил безопасности для всех спортивных арен лиги, которые вступили в силу перед матчем всех звёзд НБА в Денвере. Новые правила предусматривали:
- запрет на продажу алкоголя после окончания третьей четверти
- ограничение порции в 700 мл
- продажа не более двух порций алкоголя в одни руки
- каждая команда обязана выставлять не менее трёх охранников между игроками и болельщиками
- подготовка рабочего персонала арены по продаже алкоголя
- введение специальных программ для водителей
- выпуск нового руководства для болельщиков

Новые правила также предусматривают возможность удаления болельщиков за нарушение правил со стадиона и аннулирование их абонементов.
Драка во «Дворце» также стала одной из причин принятия дресс-кода в НБА 1 ноября 2005 года. Его введение было направлено на улучшение репутации лиги в глазах общественности, которая сильно пошатнулась в последние годы. Дресс-код предусматривает появление игроков на всех играх и мероприятиях, проводимых лигой, в одежде повседневно делового стиля.

### События после драки
Следующий поединок «Пэйсерс» проводили в Орландо, имея в составе всего 6 игроков. Игра закончилась победой «Мэджик»: 86-83. «Пистонс» через два дня после драки принимали дома «Шарлотт Бобкэтс». Для предотвращения подобного инцидента руководство клуба удвоило количество полиции на матче до 20 человек, а также увеличило количество охраны на 25 %.
Впервые после драки обе команды встретились 25 декабря на домашней арене Индианы «Консеко Филдхаус». Игра прошла без происшествий и закончилась победой «Пистонс» со счётом 98-93. Ни Артест, ни Джексон не принимали участие в игре из-за отстранения. О’Нил играл первую игру, после того как арбитраж уменьшил отстранение до 15 игр. 25 марта 2005 года «Пэйсерс» впервые после драки приехали на игру в Детройт. Начало игры было отложено на 90 минут из-за информации, что стадион заминирован, но бомба не была найдена. Артест и О’Нил не принимали участие в поединке, первый из-за отстранения, второй в связи с травмой плеча. Игру выиграли «Пэйсерс» со счётом 94-81, прервав победную серию «Пистонс» из 12 игр.
Сезон «Пистонс» закончили на втором месте в конференции, а Индиана на шестом. В первом раунде плей-офф «Пистонс» победили «Филадельфию 76» в пяти играх, а «Пэйсерс» обыграли «Бостон Селтикс» в семи, в результате чего обе команды встретились в полуфинале конференции. Хотя «Пэйсерс» повели в серии 2-1, но, выиграв три игры подряд, «Пистонс» вышли в финал конференции, а затем и в финал НБА, где проиграли «Сан-Антонио Спёрс» в семи играх.
По окончании отстранения Артест вернулся в «Пэйсерс» перед сезоном 2005/06. Сыграв всего 15 игр за команду, он потребовал, чтобы его обменяли в другой клуб, и «Пэйсерс» записали его в список травмированных. Генеральный менеджер «Пэйсерс» Донни Уолш сказал, что требование Артеста «стало последней каплей» и через месяц Индиана обменяла его в «Сакраменто Кингз» на Предрага Стояковича. Впервые после драки Артест встретился с Уоллесом в ноябре 2006 года, а первую игру в Детройте провёл в январе 2007 года. «Кингз» проиграли «Пистонс» со счётом 91-74, а Артеста болельщики постоянно освистывали, однако никаких инцидентов не произошло.
В сезоне 2010/11 всего один игрок из девяти, принявших участие в драке, выступает за ту же команду. Бен Уоллес, подписавший контракт с «Чикаго Буллз» в 2006 году, позже перешёл в «Кливленд Кавальерс», а 7 августа 2009 года вернулся в «Пистонс». Пять игроков, Биллапс, Артест, Джексон, О’Нил и Джонсон перешли в другие команды, а три игрока — Миллер, Кэмпбелл и Колман завершили карьеру. «Пистонс» в последующих сезонах 4 раза выходили в финал конференции, что, учитывая два выхода в финал до происшествия, позволило им разделить третье место в истории НБА по этому показателю с «Лейкерс», «Никс» и «Хокс». После проигрыша в плей-офф Детройту в 2005 году «Пэйсерс» ни разу не выходили в плей-офф в последующие 5 сезонов.
19 ноября 2009 года Джон Грин, один из болельщиков, участвовавший в драке, появился в передаче ESPN First Take, где он рассказывал о происшествии и как он с тех пор изменился. Грин признал, что в то время у него были проблемы с алкоголем и сейчас он пытается от них избавиться. Он также сказал, что Артест извинился перед ним несколько месяцев назад и предложил поучаствовать вместе в некоторых социальных программах в Детройте.

## Насилие в НБА
До 19 ноября 2004 года последний раз игрок выбегал на трибуны, чтобы ударить болельщика, в феврале 1995 года. В игре «Портленд Трэйл Блэйзерс» и «Хьюстон Рокетс» игрок «Рокетс» Вернон Максвелл выбежал на трибуны в Портленде и ударил зрителя. Тогда лига отстранила его на 10 игр и оштрафовала на 20 000 долларов. Самым длинным отстранением была годовая дисквалификация Лэтрелла Спрюэлла, которая позже была уменьшена до 68 игр, за избиение тренера «Голден Стэйт Уорриорз» Питера Карлисимо на тренировке. Кермит Вашингтон был отстранён на 60 дней (26 игр) в 1977 году после того как сломал челюсть игроку «Хьюстон Рокетс» Руди Томьяновичу.